# جبل صلب (نهم)

تعديل مصدري - تعديل

جبل صلب هي إحدى قرى عزلة عيال غفير بمديرية نهم التابعة لمحافظة صنعاء، بلغ تعداد سكانها 280 نسمة حسب تعداد اليمن لعام 2004.